# Зелёный (Рассказовский район)
Зелёный — посёлок в Рассказовском районе Тамбовской области России. Административный центр Зелёновского сельсовета.

## География
Посёлок находится в центральной части региона, в лесостепной зоне, в пределах Тамбовской равнины, на берегах реки Пичера, запруженной вблизи деревни (Аэродромный пруд).

### Климат
Климат характеризуется как умеренно континентальный, с относительно жарким летом и холодной продолжительной зимой. Среднегодовая температура воздуха — 5,4 °С. Средняя температура воздуха самого тёплого месяца (июля) — 19,9 °C (абсолютный максимум — 38,4 °С); самого холодного (января) — −10 °C (абсолютный минимум — −36,9 °С). Безморозный период длится 145—155 дней. Длительность вегетационного периода составляет 180—185 дней Среднегодовое количество атмосферных осадков составляет 525 мм, из которых 342 мм выпадает в период с апреля по октябрь. Снежный покров образуется в последней декаде ноября — начале декабря и держится в течение 125—130 дней.

## История
Дата образования — 1928 год. В 1930-е годы была организована лесозащитная станция имени профессора Докучаева. В её задачу входила борьба с ветровой эрозией. Были высажены кустарники вдоль железной дороги, вокруг оврагов и полей, сохранившиеся  до наших дней. Когда отсюда стали брать саженцы березы, клёна и кустарников, его стали называть — «Зеленым». Отсюда и пошло его название.
На территории поселка размещался военно-полевой аэродром, на нем базировался 9-й гвардейский имени Богдана Хмельницкого авиационный полк. Они бомбили фашистские войска под Воронежем и Сталинградом. Лётчикам уставлен памятник, у подножья которого растут живые цветы и каждый год в день Победы возлагаются венки.

## Инфраструктура
Основа экономики — сельское хозяйство. Личное подсобное хозяйство.
Зелёновский филиал МБОУ Плантоновской СОШ.

## Транспорт
Село доступно автотранспортом. Остановка общественного транспорта «Поворот на Зелёный».
В шаговой доступности железнодорожная платформа 519 км.